# Dana van Dreven
Dana van Dreven (Amsterdam, 8. srpnja 1974.) nizozemska je hardcore/gabber i hardstyle DJ-ica i producentica. Ime "Lady Dana" koristi za produkcije hardcore/gabber techna dok ime "Dana" koristi za produkcije hardstylea.
Započela je puštati gabber glazbu 1993. i iako nikada nije namjeravala postati DJ-icom, ona je uistinu postala DJ-icom te je sada najpopularnija DJ-ica na nizozemskoj hard dance sceni. Ljudi ju često nazivaju "kraljicom harddancea" i postigla je najviše mjesto kao hard dance DJ-ica u britanskom Mixmag top 100, gdje je uvrštena na 55. mjestu ljestvice.
2004. godine, Dana je osnovala vlastitu izdavačku kuću Danamite, podizdavačku kuću The Third Movementa u kojoj se producira isključivo hardstyle.

## Vanjske poveznice
- Izdavačka kuća "Danamite"
- Dana diskografija (Hardstyle)
- Lady Dana diskografija (Hardcore/Gabber)